# Пол Морфі
Пол Чарльз Мо́рфі (англ. Paul Charles Morphy; 22 червня 1837, Новий Орлеан — 10 липня 1884, там само) — американський шахіст; найсильніший у світі в середині XIX ст. Закінчив Луїзіанський університет. Перший шаховий вундеркінд після створення сучасних правил шахів.

## Біографія

### Перші успіхи
З шахами познайомився в 10 років; у 12 — виграв партію проти Ежена Руссо — учасника першого в історії США матчу на першість країни. У 1850 переміг у легких партіях Йоганна Левенталя (1,5:0,5), що гастролював по США. Видатного успіху Морфі досягнув на Першому американському шаховому конгресі (Нью-Йорк, 1857), де 16 учасників грали короткі матчі до трьох (у фіналі до п'яти) перемог. Легко перемігши усіх суперників — Дж. Томпсона, А. Міка (з однаковим рахунком: +3, −0, =0), Теодора Ліхтенгайна (+3, −1, =0) та у фіналі Луї Паульсена (+5, −1, =0), 20-річний Морфі став лідером шахістів США.
|   | a | b | c | d | e | f | g | h |   |
| 8 | a8 чорна тура · c8 чорний слон · d8 чорний ферзь · g8 чорний король · a7 чорний пішак · c7 чорний пішак · f7 чорний пішак · g7 чорний пішак · h7 чорний пішак · c6 чорний пішак · e6 чорна тура · b5 чорний пішак · c5 чорний слон · c3 білий пішак · f3 білий слон · a2 білий пішак · b2 білий пішак · d2 білий пішак · f2 білий пішак · g2 білий пішак · h2 білий пішак · a1 біла тура · c1 білий слон · d1 білий ферзь · f1 біла тура · g1 білий король | a8 чорна тура · c8 чорний слон · d8 чорний ферзь · g8 чорний король · a7 чорний пішак · c7 чорний пішак · f7 чорний пішак · g7 чорний пішак · h7 чорний пішак · c6 чорний пішак · e6 чорна тура · b5 чорний пішак · c5 чорний слон · c3 білий пішак · f3 білий слон · a2 білий пішак · b2 білий пішак · d2 білий пішак · f2 білий пішак · g2 білий пішак · h2 білий пішак · a1 біла тура · c1 білий слон · d1 білий ферзь · f1 біла тура · g1 білий король | a8 чорна тура · c8 чорний слон · d8 чорний ферзь · g8 чорний король · a7 чорний пішак · c7 чорний пішак · f7 чорний пішак · g7 чорний пішак · h7 чорний пішак · c6 чорний пішак · e6 чорна тура · b5 чорний пішак · c5 чорний слон · c3 білий пішак · f3 білий слон · a2 білий пішак · b2 білий пішак · d2 білий пішак · f2 білий пішак · g2 білий пішак · h2 білий пішак · a1 біла тура · c1 білий слон · d1 білий ферзь · f1 біла тура · g1 білий король | a8 чорна тура · c8 чорний слон · d8 чорний ферзь · g8 чорний король · a7 чорний пішак · c7 чорний пішак · f7 чорний пішак · g7 чорний пішак · h7 чорний пішак · c6 чорний пішак · e6 чорна тура · b5 чорний пішак · c5 чорний слон · c3 білий пішак · f3 білий слон · a2 білий пішак · b2 білий пішак · d2 білий пішак · f2 білий пішак · g2 білий пішак · h2 білий пішак · a1 біла тура · c1 білий слон · d1 білий ферзь · f1 біла тура · g1 білий король | a8 чорна тура · c8 чорний слон · d8 чорний ферзь · g8 чорний король · a7 чорний пішак · c7 чорний пішак · f7 чорний пішак · g7 чорний пішак · h7 чорний пішак · c6 чорний пішак · e6 чорна тура · b5 чорний пішак · c5 чорний слон · c3 білий пішак · f3 білий слон · a2 білий пішак · b2 білий пішак · d2 білий пішак · f2 білий пішак · g2 білий пішак · h2 білий пішак · a1 біла тура · c1 білий слон · d1 білий ферзь · f1 біла тура · g1 білий король | a8 чорна тура · c8 чорний слон · d8 чорний ферзь · g8 чорний король · a7 чорний пішак · c7 чорний пішак · f7 чорний пішак · g7 чорний пішак · h7 чорний пішак · c6 чорний пішак · e6 чорна тура · b5 чорний пішак · c5 чорний слон · c3 білий пішак · f3 білий слон · a2 білий пішак · b2 білий пішак · d2 білий пішак · f2 білий пішак · g2 білий пішак · h2 білий пішак · a1 біла тура · c1 білий слон · d1 білий ферзь · f1 біла тура · g1 білий король | a8 чорна тура · c8 чорний слон · d8 чорний ферзь · g8 чорний король · a7 чорний пішак · c7 чорний пішак · f7 чорний пішак · g7 чорний пішак · h7 чорний пішак · c6 чорний пішак · e6 чорна тура · b5 чорний пішак · c5 чорний слон · c3 білий пішак · f3 білий слон · a2 білий пішак · b2 білий пішак · d2 білий пішак · f2 білий пішак · g2 білий пішак · h2 білий пішак · a1 біла тура · c1 білий слон · d1 білий ферзь · f1 біла тура · g1 білий король | a8 чорна тура · c8 чорний слон · d8 чорний ферзь · g8 чорний король · a7 чорний пішак · c7 чорний пішак · f7 чорний пішак · g7 чорний пішак · h7 чорний пішак · c6 чорний пішак · e6 чорна тура · b5 чорний пішак · c5 чорний слон · c3 білий пішак · f3 білий слон · a2 білий пішак · b2 білий пішак · d2 білий пішак · f2 білий пішак · g2 білий пішак · h2 білий пішак · a1 біла тура · c1 білий слон · d1 білий ферзь · f1 біла тура · g1 білий король | 8 |
| 7 | a8 чорна тура · c8 чорний слон · d8 чорний ферзь · g8 чорний король · a7 чорний пішак · c7 чорний пішак · f7 чорний пішак · g7 чорний пішак · h7 чорний пішак · c6 чорний пішак · e6 чорна тура · b5 чорний пішак · c5 чорний слон · c3 білий пішак · f3 білий слон · a2 білий пішак · b2 білий пішак · d2 білий пішак · f2 білий пішак · g2 білий пішак · h2 білий пішак · a1 біла тура · c1 білий слон · d1 білий ферзь · f1 біла тура · g1 білий король | a8 чорна тура · c8 чорний слон · d8 чорний ферзь · g8 чорний король · a7 чорний пішак · c7 чорний пішак · f7 чорний пішак · g7 чорний пішак · h7 чорний пішак · c6 чорний пішак · e6 чорна тура · b5 чорний пішак · c5 чорний слон · c3 білий пішак · f3 білий слон · a2 білий пішак · b2 білий пішак · d2 білий пішак · f2 білий пішак · g2 білий пішак · h2 білий пішак · a1 біла тура · c1 білий слон · d1 білий ферзь · f1 біла тура · g1 білий король | a8 чорна тура · c8 чорний слон · d8 чорний ферзь · g8 чорний король · a7 чорний пішак · c7 чорний пішак · f7 чорний пішак · g7 чорний пішак · h7 чорний пішак · c6 чорний пішак · e6 чорна тура · b5 чорний пішак · c5 чорний слон · c3 білий пішак · f3 білий слон · a2 білий пішак · b2 білий пішак · d2 білий пішак · f2 білий пішак · g2 білий пішак · h2 білий пішак · a1 біла тура · c1 білий слон · d1 білий ферзь · f1 біла тура · g1 білий король | a8 чорна тура · c8 чорний слон · d8 чорний ферзь · g8 чорний король · a7 чорний пішак · c7 чорний пішак · f7 чорний пішак · g7 чорний пішак · h7 чорний пішак · c6 чорний пішак · e6 чорна тура · b5 чорний пішак · c5 чорний слон · c3 білий пішак · f3 білий слон · a2 білий пішак · b2 білий пішак · d2 білий пішак · f2 білий пішак · g2 білий пішак · h2 білий пішак · a1 біла тура · c1 білий слон · d1 білий ферзь · f1 біла тура · g1 білий король | a8 чорна тура · c8 чорний слон · d8 чорний ферзь · g8 чорний король · a7 чорний пішак · c7 чорний пішак · f7 чорний пішак · g7 чорний пішак · h7 чорний пішак · c6 чорний пішак · e6 чорна тура · b5 чорний пішак · c5 чорний слон · c3 білий пішак · f3 білий слон · a2 білий пішак · b2 білий пішак · d2 білий пішак · f2 білий пішак · g2 білий пішак · h2 білий пішак · a1 біла тура · c1 білий слон · d1 білий ферзь · f1 біла тура · g1 білий король | a8 чорна тура · c8 чорний слон · d8 чорний ферзь · g8 чорний король · a7 чорний пішак · c7 чорний пішак · f7 чорний пішак · g7 чорний пішак · h7 чорний пішак · c6 чорний пішак · e6 чорна тура · b5 чорний пішак · c5 чорний слон · c3 білий пішак · f3 білий слон · a2 білий пішак · b2 білий пішак · d2 білий пішак · f2 білий пішак · g2 білий пішак · h2 білий пішак · a1 біла тура · c1 білий слон · d1 білий ферзь · f1 біла тура · g1 білий король | a8 чорна тура · c8 чорний слон · d8 чорний ферзь · g8 чорний король · a7 чорний пішак · c7 чорний пішак · f7 чорний пішак · g7 чорний пішак · h7 чорний пішак · c6 чорний пішак · e6 чорна тура · b5 чорний пішак · c5 чорний слон · c3 білий пішак · f3 білий слон · a2 білий пішак · b2 білий пішак · d2 білий пішак · f2 білий пішак · g2 білий пішак · h2 білий пішак · a1 біла тура · c1 білий слон · d1 білий ферзь · f1 біла тура · g1 білий король | a8 чорна тура · c8 чорний слон · d8 чорний ферзь · g8 чорний король · a7 чорний пішак · c7 чорний пішак · f7 чорний пішак · g7 чорний пішак · h7 чорний пішак · c6 чорний пішак · e6 чорна тура · b5 чорний пішак · c5 чорний слон · c3 білий пішак · f3 білий слон · a2 білий пішак · b2 білий пішак · d2 білий пішак · f2 білий пішак · g2 білий пішак · h2 білий пішак · a1 біла тура · c1 білий слон · d1 білий ферзь · f1 біла тура · g1 білий король | 7 |
| 6 | a8 чорна тура · c8 чорний слон · d8 чорний ферзь · g8 чорний король · a7 чорний пішак · c7 чорний пішак · f7 чорний пішак · g7 чорний пішак · h7 чорний пішак · c6 чорний пішак · e6 чорна тура · b5 чорний пішак · c5 чорний слон · c3 білий пішак · f3 білий слон · a2 білий пішак · b2 білий пішак · d2 білий пішак · f2 білий пішак · g2 білий пішак · h2 білий пішак · a1 біла тура · c1 білий слон · d1 білий ферзь · f1 біла тура · g1 білий король | a8 чорна тура · c8 чорний слон · d8 чорний ферзь · g8 чорний король · a7 чорний пішак · c7 чорний пішак · f7 чорний пішак · g7 чорний пішак · h7 чорний пішак · c6 чорний пішак · e6 чорна тура · b5 чорний пішак · c5 чорний слон · c3 білий пішак · f3 білий слон · a2 білий пішак · b2 білий пішак · d2 білий пішак · f2 білий пішак · g2 білий пішак · h2 білий пішак · a1 біла тура · c1 білий слон · d1 білий ферзь · f1 біла тура · g1 білий король | a8 чорна тура · c8 чорний слон · d8 чорний ферзь · g8 чорний король · a7 чорний пішак · c7 чорний пішак · f7 чорний пішак · g7 чорний пішак · h7 чорний пішак · c6 чорний пішак · e6 чорна тура · b5 чорний пішак · c5 чорний слон · c3 білий пішак · f3 білий слон · a2 білий пішак · b2 білий пішак · d2 білий пішак · f2 білий пішак · g2 білий пішак · h2 білий пішак · a1 біла тура · c1 білий слон · d1 білий ферзь · f1 біла тура · g1 білий король | a8 чорна тура · c8 чорний слон · d8 чорний ферзь · g8 чорний король · a7 чорний пішак · c7 чорний пішак · f7 чорний пішак · g7 чорний пішак · h7 чорний пішак · c6 чорний пішак · e6 чорна тура · b5 чорний пішак · c5 чорний слон · c3 білий пішак · f3 білий слон · a2 білий пішак · b2 білий пішак · d2 білий пішак · f2 білий пішак · g2 білий пішак · h2 білий пішак · a1 біла тура · c1 білий слон · d1 білий ферзь · f1 біла тура · g1 білий король | a8 чорна тура · c8 чорний слон · d8 чорний ферзь · g8 чорний король · a7 чорний пішак · c7 чорний пішак · f7 чорний пішак · g7 чорний пішак · h7 чорний пішак · c6 чорний пішак · e6 чорна тура · b5 чорний пішак · c5 чорний слон · c3 білий пішак · f3 білий слон · a2 білий пішак · b2 білий пішак · d2 білий пішак · f2 білий пішак · g2 білий пішак · h2 білий пішак · a1 біла тура · c1 білий слон · d1 білий ферзь · f1 біла тура · g1 білий король | a8 чорна тура · c8 чорний слон · d8 чорний ферзь · g8 чорний король · a7 чорний пішак · c7 чорний пішак · f7 чорний пішак · g7 чорний пішак · h7 чорний пішак · c6 чорний пішак · e6 чорна тура · b5 чорний пішак · c5 чорний слон · c3 білий пішак · f3 білий слон · a2 білий пішак · b2 білий пішак · d2 білий пішак · f2 білий пішак · g2 білий пішак · h2 білий пішак · a1 біла тура · c1 білий слон · d1 білий ферзь · f1 біла тура · g1 білий король | a8 чорна тура · c8 чорний слон · d8 чорний ферзь · g8 чорний король · a7 чорний пішак · c7 чорний пішак · f7 чорний пішак · g7 чорний пішак · h7 чорний пішак · c6 чорний пішак · e6 чорна тура · b5 чорний пішак · c5 чорний слон · c3 білий пішак · f3 білий слон · a2 білий пішак · b2 білий пішак · d2 білий пішак · f2 білий пішак · g2 білий пішак · h2 білий пішак · a1 біла тура · c1 білий слон · d1 білий ферзь · f1 біла тура · g1 білий король | a8 чорна тура · c8 чорний слон · d8 чорний ферзь · g8 чорний король · a7 чорний пішак · c7 чорний пішак · f7 чорний пішак · g7 чорний пішак · h7 чорний пішак · c6 чорний пішак · e6 чорна тура · b5 чорний пішак · c5 чорний слон · c3 білий пішак · f3 білий слон · a2 білий пішак · b2 білий пішак · d2 білий пішак · f2 білий пішак · g2 білий пішак · h2 білий пішак · a1 біла тура · c1 білий слон · d1 білий ферзь · f1 біла тура · g1 білий король | 6 |
| 5 | a8 чорна тура · c8 чорний слон · d8 чорний ферзь · g8 чорний король · a7 чорний пішак · c7 чорний пішак · f7 чорний пішак · g7 чорний пішак · h7 чорний пішак · c6 чорний пішак · e6 чорна тура · b5 чорний пішак · c5 чорний слон · c3 білий пішак · f3 білий слон · a2 білий пішак · b2 білий пішак · d2 білий пішак · f2 білий пішак · g2 білий пішак · h2 білий пішак · a1 біла тура · c1 білий слон · d1 білий ферзь · f1 біла тура · g1 білий король | a8 чорна тура · c8 чорний слон · d8 чорний ферзь · g8 чорний король · a7 чорний пішак · c7 чорний пішак · f7 чорний пішак · g7 чорний пішак · h7 чорний пішак · c6 чорний пішак · e6 чорна тура · b5 чорний пішак · c5 чорний слон · c3 білий пішак · f3 білий слон · a2 білий пішак · b2 білий пішак · d2 білий пішак · f2 білий пішак · g2 білий пішак · h2 білий пішак · a1 біла тура · c1 білий слон · d1 білий ферзь · f1 біла тура · g1 білий король | a8 чорна тура · c8 чорний слон · d8 чорний ферзь · g8 чорний король · a7 чорний пішак · c7 чорний пішак · f7 чорний пішак · g7 чорний пішак · h7 чорний пішак · c6 чорний пішак · e6 чорна тура · b5 чорний пішак · c5 чорний слон · c3 білий пішак · f3 білий слон · a2 білий пішак · b2 білий пішак · d2 білий пішак · f2 білий пішак · g2 білий пішак · h2 білий пішак · a1 біла тура · c1 білий слон · d1 білий ферзь · f1 біла тура · g1 білий король | a8 чорна тура · c8 чорний слон · d8 чорний ферзь · g8 чорний король · a7 чорний пішак · c7 чорний пішак · f7 чорний пішак · g7 чорний пішак · h7 чорний пішак · c6 чорний пішак · e6 чорна тура · b5 чорний пішак · c5 чорний слон · c3 білий пішак · f3 білий слон · a2 білий пішак · b2 білий пішак · d2 білий пішак · f2 білий пішак · g2 білий пішак · h2 білий пішак · a1 біла тура · c1 білий слон · d1 білий ферзь · f1 біла тура · g1 білий король | a8 чорна тура · c8 чорний слон · d8 чорний ферзь · g8 чорний король · a7 чорний пішак · c7 чорний пішак · f7 чорний пішак · g7 чорний пішак · h7 чорний пішак · c6 чорний пішак · e6 чорна тура · b5 чорний пішак · c5 чорний слон · c3 білий пішак · f3 білий слон · a2 білий пішак · b2 білий пішак · d2 білий пішак · f2 білий пішак · g2 білий пішак · h2 білий пішак · a1 біла тура · c1 білий слон · d1 білий ферзь · f1 біла тура · g1 білий король | a8 чорна тура · c8 чорний слон · d8 чорний ферзь · g8 чорний король · a7 чорний пішак · c7 чорний пішак · f7 чорний пішак · g7 чорний пішак · h7 чорний пішак · c6 чорний пішак · e6 чорна тура · b5 чорний пішак · c5 чорний слон · c3 білий пішак · f3 білий слон · a2 білий пішак · b2 білий пішак · d2 білий пішак · f2 білий пішак · g2 білий пішак · h2 білий пішак · a1 біла тура · c1 білий слон · d1 білий ферзь · f1 біла тура · g1 білий король | a8 чорна тура · c8 чорний слон · d8 чорний ферзь · g8 чорний король · a7 чорний пішак · c7 чорний пішак · f7 чорний пішак · g7 чорний пішак · h7 чорний пішак · c6 чорний пішак · e6 чорна тура · b5 чорний пішак · c5 чорний слон · c3 білий пішак · f3 білий слон · a2 білий пішак · b2 білий пішак · d2 білий пішак · f2 білий пішак · g2 білий пішак · h2 білий пішак · a1 біла тура · c1 білий слон · d1 білий ферзь · f1 біла тура · g1 білий король | a8 чорна тура · c8 чорний слон · d8 чорний ферзь · g8 чорний король · a7 чорний пішак · c7 чорний пішак · f7 чорний пішак · g7 чорний пішак · h7 чорний пішак · c6 чорний пішак · e6 чорна тура · b5 чорний пішак · c5 чорний слон · c3 білий пішак · f3 білий слон · a2 білий пішак · b2 білий пішак · d2 білий пішак · f2 білий пішак · g2 білий пішак · h2 білий пішак · a1 біла тура · c1 білий слон · d1 білий ферзь · f1 біла тура · g1 білий король | 5 |
| 4 | a8 чорна тура · c8 чорний слон · d8 чорний ферзь · g8 чорний король · a7 чорний пішак · c7 чорний пішак · f7 чорний пішак · g7 чорний пішак · h7 чорний пішак · c6 чорний пішак · e6 чорна тура · b5 чорний пішак · c5 чорний слон · c3 білий пішак · f3 білий слон · a2 білий пішак · b2 білий пішак · d2 білий пішак · f2 білий пішак · g2 білий пішак · h2 білий пішак · a1 біла тура · c1 білий слон · d1 білий ферзь · f1 біла тура · g1 білий король | a8 чорна тура · c8 чорний слон · d8 чорний ферзь · g8 чорний король · a7 чорний пішак · c7 чорний пішак · f7 чорний пішак · g7 чорний пішак · h7 чорний пішак · c6 чорний пішак · e6 чорна тура · b5 чорний пішак · c5 чорний слон · c3 білий пішак · f3 білий слон · a2 білий пішак · b2 білий пішак · d2 білий пішак · f2 білий пішак · g2 білий пішак · h2 білий пішак · a1 біла тура · c1 білий слон · d1 білий ферзь · f1 біла тура · g1 білий король | a8 чорна тура · c8 чорний слон · d8 чорний ферзь · g8 чорний король · a7 чорний пішак · c7 чорний пішак · f7 чорний пішак · g7 чорний пішак · h7 чорний пішак · c6 чорний пішак · e6 чорна тура · b5 чорний пішак · c5 чорний слон · c3 білий пішак · f3 білий слон · a2 білий пішак · b2 білий пішак · d2 білий пішак · f2 білий пішак · g2 білий пішак · h2 білий пішак · a1 біла тура · c1 білий слон · d1 білий ферзь · f1 біла тура · g1 білий король | a8 чорна тура · c8 чорний слон · d8 чорний ферзь · g8 чорний король · a7 чорний пішак · c7 чорний пішак · f7 чорний пішак · g7 чорний пішак · h7 чорний пішак · c6 чорний пішак · e6 чорна тура · b5 чорний пішак · c5 чорний слон · c3 білий пішак · f3 білий слон · a2 білий пішак · b2 білий пішак · d2 білий пішак · f2 білий пішак · g2 білий пішак · h2 білий пішак · a1 біла тура · c1 білий слон · d1 білий ферзь · f1 біла тура · g1 білий король | a8 чорна тура · c8 чорний слон · d8 чорний ферзь · g8 чорний король · a7 чорний пішак · c7 чорний пішак · f7 чорний пішак · g7 чорний пішак · h7 чорний пішак · c6 чорний пішак · e6 чорна тура · b5 чорний пішак · c5 чорний слон · c3 білий пішак · f3 білий слон · a2 білий пішак · b2 білий пішак · d2 білий пішак · f2 білий пішак · g2 білий пішак · h2 білий пішак · a1 біла тура · c1 білий слон · d1 білий ферзь · f1 біла тура · g1 білий король | a8 чорна тура · c8 чорний слон · d8 чорний ферзь · g8 чорний король · a7 чорний пішак · c7 чорний пішак · f7 чорний пішак · g7 чорний пішак · h7 чорний пішак · c6 чорний пішак · e6 чорна тура · b5 чорний пішак · c5 чорний слон · c3 білий пішак · f3 білий слон · a2 білий пішак · b2 білий пішак · d2 білий пішак · f2 білий пішак · g2 білий пішак · h2 білий пішак · a1 біла тура · c1 білий слон · d1 білий ферзь · f1 біла тура · g1 білий король | a8 чорна тура · c8 чорний слон · d8 чорний ферзь · g8 чорний король · a7 чорний пішак · c7 чорний пішак · f7 чорний пішак · g7 чорний пішак · h7 чорний пішак · c6 чорний пішак · e6 чорна тура · b5 чорний пішак · c5 чорний слон · c3 білий пішак · f3 білий слон · a2 білий пішак · b2 білий пішак · d2 білий пішак · f2 білий пішак · g2 білий пішак · h2 білий пішак · a1 біла тура · c1 білий слон · d1 білий ферзь · f1 біла тура · g1 білий король | a8 чорна тура · c8 чорний слон · d8 чорний ферзь · g8 чорний король · a7 чорний пішак · c7 чорний пішак · f7 чорний пішак · g7 чорний пішак · h7 чорний пішак · c6 чорний пішак · e6 чорна тура · b5 чорний пішак · c5 чорний слон · c3 білий пішак · f3 білий слон · a2 білий пішак · b2 білий пішак · d2 білий пішак · f2 білий пішак · g2 білий пішак · h2 білий пішак · a1 біла тура · c1 білий слон · d1 білий ферзь · f1 біла тура · g1 білий король | 4 |
| 3 | a8 чорна тура · c8 чорний слон · d8 чорний ферзь · g8 чорний король · a7 чорний пішак · c7 чорний пішак · f7 чорний пішак · g7 чорний пішак · h7 чорний пішак · c6 чорний пішак · e6 чорна тура · b5 чорний пішак · c5 чорний слон · c3 білий пішак · f3 білий слон · a2 білий пішак · b2 білий пішак · d2 білий пішак · f2 білий пішак · g2 білий пішак · h2 білий пішак · a1 біла тура · c1 білий слон · d1 білий ферзь · f1 біла тура · g1 білий король | a8 чорна тура · c8 чорний слон · d8 чорний ферзь · g8 чорний король · a7 чорний пішак · c7 чорний пішак · f7 чорний пішак · g7 чорний пішак · h7 чорний пішак · c6 чорний пішак · e6 чорна тура · b5 чорний пішак · c5 чорний слон · c3 білий пішак · f3 білий слон · a2 білий пішак · b2 білий пішак · d2 білий пішак · f2 білий пішак · g2 білий пішак · h2 білий пішак · a1 біла тура · c1 білий слон · d1 білий ферзь · f1 біла тура · g1 білий король | a8 чорна тура · c8 чорний слон · d8 чорний ферзь · g8 чорний король · a7 чорний пішак · c7 чорний пішак · f7 чорний пішак · g7 чорний пішак · h7 чорний пішак · c6 чорний пішак · e6 чорна тура · b5 чорний пішак · c5 чорний слон · c3 білий пішак · f3 білий слон · a2 білий пішак · b2 білий пішак · d2 білий пішак · f2 білий пішак · g2 білий пішак · h2 білий пішак · a1 біла тура · c1 білий слон · d1 білий ферзь · f1 біла тура · g1 білий король | a8 чорна тура · c8 чорний слон · d8 чорний ферзь · g8 чорний король · a7 чорний пішак · c7 чорний пішак · f7 чорний пішак · g7 чорний пішак · h7 чорний пішак · c6 чорний пішак · e6 чорна тура · b5 чорний пішак · c5 чорний слон · c3 білий пішак · f3 білий слон · a2 білий пішак · b2 білий пішак · d2 білий пішак · f2 білий пішак · g2 білий пішак · h2 білий пішак · a1 біла тура · c1 білий слон · d1 білий ферзь · f1 біла тура · g1 білий король | a8 чорна тура · c8 чорний слон · d8 чорний ферзь · g8 чорний король · a7 чорний пішак · c7 чорний пішак · f7 чорний пішак · g7 чорний пішак · h7 чорний пішак · c6 чорний пішак · e6 чорна тура · b5 чорний пішак · c5 чорний слон · c3 білий пішак · f3 білий слон · a2 білий пішак · b2 білий пішак · d2 білий пішак · f2 білий пішак · g2 білий пішак · h2 білий пішак · a1 біла тура · c1 білий слон · d1 білий ферзь · f1 біла тура · g1 білий король | a8 чорна тура · c8 чорний слон · d8 чорний ферзь · g8 чорний король · a7 чорний пішак · c7 чорний пішак · f7 чорний пішак · g7 чорний пішак · h7 чорний пішак · c6 чорний пішак · e6 чорна тура · b5 чорний пішак · c5 чорний слон · c3 білий пішак · f3 білий слон · a2 білий пішак · b2 білий пішак · d2 білий пішак · f2 білий пішак · g2 білий пішак · h2 білий пішак · a1 біла тура · c1 білий слон · d1 білий ферзь · f1 біла тура · g1 білий король | a8 чорна тура · c8 чорний слон · d8 чорний ферзь · g8 чорний король · a7 чорний пішак · c7 чорний пішак · f7 чорний пішак · g7 чорний пішак · h7 чорний пішак · c6 чорний пішак · e6 чорна тура · b5 чорний пішак · c5 чорний слон · c3 білий пішак · f3 білий слон · a2 білий пішак · b2 білий пішак · d2 білий пішак · f2 білий пішак · g2 білий пішак · h2 білий пішак · a1 біла тура · c1 білий слон · d1 білий ферзь · f1 біла тура · g1 білий король | a8 чорна тура · c8 чорний слон · d8 чорний ферзь · g8 чорний король · a7 чорний пішак · c7 чорний пішак · f7 чорний пішак · g7 чорний пішак · h7 чорний пішак · c6 чорний пішак · e6 чорна тура · b5 чорний пішак · c5 чорний слон · c3 білий пішак · f3 білий слон · a2 білий пішак · b2 білий пішак · d2 білий пішак · f2 білий пішак · g2 білий пішак · h2 білий пішак · a1 біла тура · c1 білий слон · d1 білий ферзь · f1 біла тура · g1 білий король | 3 |
| 2 | a8 чорна тура · c8 чорний слон · d8 чорний ферзь · g8 чорний король · a7 чорний пішак · c7 чорний пішак · f7 чорний пішак · g7 чорний пішак · h7 чорний пішак · c6 чорний пішак · e6 чорна тура · b5 чорний пішак · c5 чорний слон · c3 білий пішак · f3 білий слон · a2 білий пішак · b2 білий пішак · d2 білий пішак · f2 білий пішак · g2 білий пішак · h2 білий пішак · a1 біла тура · c1 білий слон · d1 білий ферзь · f1 біла тура · g1 білий король | a8 чорна тура · c8 чорний слон · d8 чорний ферзь · g8 чорний король · a7 чорний пішак · c7 чорний пішак · f7 чорний пішак · g7 чорний пішак · h7 чорний пішак · c6 чорний пішак · e6 чорна тура · b5 чорний пішак · c5 чорний слон · c3 білий пішак · f3 білий слон · a2 білий пішак · b2 білий пішак · d2 білий пішак · f2 білий пішак · g2 білий пішак · h2 білий пішак · a1 біла тура · c1 білий слон · d1 білий ферзь · f1 біла тура · g1 білий король | a8 чорна тура · c8 чорний слон · d8 чорний ферзь · g8 чорний король · a7 чорний пішак · c7 чорний пішак · f7 чорний пішак · g7 чорний пішак · h7 чорний пішак · c6 чорний пішак · e6 чорна тура · b5 чорний пішак · c5 чорний слон · c3 білий пішак · f3 білий слон · a2 білий пішак · b2 білий пішак · d2 білий пішак · f2 білий пішак · g2 білий пішак · h2 білий пішак · a1 біла тура · c1 білий слон · d1 білий ферзь · f1 біла тура · g1 білий король | a8 чорна тура · c8 чорний слон · d8 чорний ферзь · g8 чорний король · a7 чорний пішак · c7 чорний пішак · f7 чорний пішак · g7 чорний пішак · h7 чорний пішак · c6 чорний пішак · e6 чорна тура · b5 чорний пішак · c5 чорний слон · c3 білий пішак · f3 білий слон · a2 білий пішак · b2 білий пішак · d2 білий пішак · f2 білий пішак · g2 білий пішак · h2 білий пішак · a1 біла тура · c1 білий слон · d1 білий ферзь · f1 біла тура · g1 білий король | a8 чорна тура · c8 чорний слон · d8 чорний ферзь · g8 чорний король · a7 чорний пішак · c7 чорний пішак · f7 чорний пішак · g7 чорний пішак · h7 чорний пішак · c6 чорний пішак · e6 чорна тура · b5 чорний пішак · c5 чорний слон · c3 білий пішак · f3 білий слон · a2 білий пішак · b2 білий пішак · d2 білий пішак · f2 білий пішак · g2 білий пішак · h2 білий пішак · a1 біла тура · c1 білий слон · d1 білий ферзь · f1 біла тура · g1 білий король | a8 чорна тура · c8 чорний слон · d8 чорний ферзь · g8 чорний король · a7 чорний пішак · c7 чорний пішак · f7 чорний пішак · g7 чорний пішак · h7 чорний пішак · c6 чорний пішак · e6 чорна тура · b5 чорний пішак · c5 чорний слон · c3 білий пішак · f3 білий слон · a2 білий пішак · b2 білий пішак · d2 білий пішак · f2 білий пішак · g2 білий пішак · h2 білий пішак · a1 біла тура · c1 білий слон · d1 білий ферзь · f1 біла тура · g1 білий король | a8 чорна тура · c8 чорний слон · d8 чорний ферзь · g8 чорний король · a7 чорний пішак · c7 чорний пішак · f7 чорний пішак · g7 чорний пішак · h7 чорний пішак · c6 чорний пішак · e6 чорна тура · b5 чорний пішак · c5 чорний слон · c3 білий пішак · f3 білий слон · a2 білий пішак · b2 білий пішак · d2 білий пішак · f2 білий пішак · g2 білий пішак · h2 білий пішак · a1 біла тура · c1 білий слон · d1 білий ферзь · f1 біла тура · g1 білий король | a8 чорна тура · c8 чорний слон · d8 чорний ферзь · g8 чорний король · a7 чорний пішак · c7 чорний пішак · f7 чорний пішак · g7 чорний пішак · h7 чорний пішак · c6 чорний пішак · e6 чорна тура · b5 чорний пішак · c5 чорний слон · c3 білий пішак · f3 білий слон · a2 білий пішак · b2 білий пішак · d2 білий пішак · f2 білий пішак · g2 білий пішак · h2 білий пішак · a1 біла тура · c1 білий слон · d1 білий ферзь · f1 біла тура · g1 білий король | 2 |
| 1 | a8 чорна тура · c8 чорний слон · d8 чорний ферзь · g8 чорний король · a7 чорний пішак · c7 чорний пішак · f7 чорний пішак · g7 чорний пішак · h7 чорний пішак · c6 чорний пішак · e6 чорна тура · b5 чорний пішак · c5 чорний слон · c3 білий пішак · f3 білий слон · a2 білий пішак · b2 білий пішак · d2 білий пішак · f2 білий пішак · g2 білий пішак · h2 білий пішак · a1 біла тура · c1 білий слон · d1 білий ферзь · f1 біла тура · g1 білий король | a8 чорна тура · c8 чорний слон · d8 чорний ферзь · g8 чорний король · a7 чорний пішак · c7 чорний пішак · f7 чорний пішак · g7 чорний пішак · h7 чорний пішак · c6 чорний пішак · e6 чорна тура · b5 чорний пішак · c5 чорний слон · c3 білий пішак · f3 білий слон · a2 білий пішак · b2 білий пішак · d2 білий пішак · f2 білий пішак · g2 білий пішак · h2 білий пішак · a1 біла тура · c1 білий слон · d1 білий ферзь · f1 біла тура · g1 білий король | a8 чорна тура · c8 чорний слон · d8 чорний ферзь · g8 чорний король · a7 чорний пішак · c7 чорний пішак · f7 чорний пішак · g7 чорний пішак · h7 чорний пішак · c6 чорний пішак · e6 чорна тура · b5 чорний пішак · c5 чорний слон · c3 білий пішак · f3 білий слон · a2 білий пішак · b2 білий пішак · d2 білий пішак · f2 білий пішак · g2 білий пішак · h2 білий пішак · a1 біла тура · c1 білий слон · d1 білий ферзь · f1 біла тура · g1 білий король | a8 чорна тура · c8 чорний слон · d8 чорний ферзь · g8 чорний король · a7 чорний пішак · c7 чорний пішак · f7 чорний пішак · g7 чорний пішак · h7 чорний пішак · c6 чорний пішак · e6 чорна тура · b5 чорний пішак · c5 чорний слон · c3 білий пішак · f3 білий слон · a2 білий пішак · b2 білий пішак · d2 білий пішак · f2 білий пішак · g2 білий пішак · h2 білий пішак · a1 біла тура · c1 білий слон · d1 білий ферзь · f1 біла тура · g1 білий король | a8 чорна тура · c8 чорний слон · d8 чорний ферзь · g8 чорний король · a7 чорний пішак · c7 чорний пішак · f7 чорний пішак · g7 чорний пішак · h7 чорний пішак · c6 чорний пішак · e6 чорна тура · b5 чорний пішак · c5 чорний слон · c3 білий пішак · f3 білий слон · a2 білий пішак · b2 білий пішак · d2 білий пішак · f2 білий пішак · g2 білий пішак · h2 білий пішак · a1 біла тура · c1 білий слон · d1 білий ферзь · f1 біла тура · g1 білий король | a8 чорна тура · c8 чорний слон · d8 чорний ферзь · g8 чорний король · a7 чорний пішак · c7 чорний пішак · f7 чорний пішак · g7 чорний пішак · h7 чорний пішак · c6 чорний пішак · e6 чорна тура · b5 чорний пішак · c5 чорний слон · c3 білий пішак · f3 білий слон · a2 білий пішак · b2 білий пішак · d2 білий пішак · f2 білий пішак · g2 білий пішак · h2 білий пішак · a1 біла тура · c1 білий слон · d1 білий ферзь · f1 біла тура · g1 білий король | a8 чорна тура · c8 чорний слон · d8 чорний ферзь · g8 чорний король · a7 чорний пішак · c7 чорний пішак · f7 чорний пішак · g7 чорний пішак · h7 чорний пішак · c6 чорний пішак · e6 чорна тура · b5 чорний пішак · c5 чорний слон · c3 білий пішак · f3 білий слон · a2 білий пішак · b2 білий пішак · d2 білий пішак · f2 білий пішак · g2 білий пішак · h2 білий пішак · a1 біла тура · c1 білий слон · d1 білий ферзь · f1 біла тура · g1 білий король | a8 чорна тура · c8 чорний слон · d8 чорний ферзь · g8 чорний король · a7 чорний пішак · c7 чорний пішак · f7 чорний пішак · g7 чорний пішак · h7 чорний пішак · c6 чорний пішак · e6 чорна тура · b5 чорний пішак · c5 чорний слон · c3 білий пішак · f3 білий слон · a2 білий пішак · b2 білий пішак · d2 білий пішак · f2 білий пішак · g2 білий пішак · h2 білий пішак · a1 біла тура · c1 білий слон · d1 білий ферзь · f1 біла тура · g1 білий король | 1 |
|   | a | b | c | d | e | f | g | h |   |

Окрім конгресу Морфі зіграв у Нью-Йорку більш ніж 250 партій, серед яких понад 150 — на «дачу вперед» (див. фора). Зі ста партій «на рівних» він програв лише 5; серед тих, хто програв йому, були провідні шахісти США: Луї Паульсен (+1, −10, =3), Чарлз Генрі Стенлі, Джон Вільям Шультен та ін. Усвідомлюючи свою перевагу, Морфі запропонував пішака та хід вперед будь-якому члену Нью-Йоркського шахового клубу. Виклик прийняв Стенлі: за рахунку +0, −4, =1 (грали до 7 перемог) Стенлі здав матч. Таку ж саму фору Морфі запропонував будь-якому шахісту США.

### Турне по Європі
У 1858 році Морфі викликав на матч Говарда Стаунтона, який, прийнявши виклик ухилявся від змагання під різними відмовками. Намагання Морфі, що приїхав до Англії, організувати матч закінчилися невдачею. Морфі вдалося (разом з Т. Барнсом) зіграти проти Стаунтона та Джона Овена лише консультаційні партії: +2, −0, =0. Він також провів ряд матчів з провідними англійськими майстрами та здобув переконливі перемоги: над Барнсом (+19, −7, =1), С. Боденом (+5, −1, =3), Г. Бердом (+10, −1, =1), Е. Леве (+6, −0, =0), Дж. Медлі (+3, −0, =0), Овеном (+4, −1, =0). Найкращого результату проти Морфі досяг Левенталь: рахунок (+9, −3, =2) на користь Морфі.
Провів сеанс одночасної гри, не дивлячись на дошку, на восьми шахівницях у Бірмінгемі (+6, −1, =1). На той час це був рекордний за кількістю шахівниць сеанс одночасної гри наосліп. У Парижі Морфі виграв матч проти Даніеля Гарвіца (+5, −2, =1), провів сеанс одночасної гри, не дивлячись на дошку (+6, −0, =2), і зіграв низку легких партій з провідними шаховими майстрами: П. Ш. Сент-Аманом, Ж. А. де Рів'єром, Ж. Преті, П. Журну та ін. П. Ш. Сент-Аман стверджував, що «Морфі міг з успіхом давати пішака f7 будь-кому з сучасників».
У грудні 1858 у Парижі Морфі зіграв матч проти німецького шахіста Адольфа Андерсена (+7, −2, =2), чим фактично вирішив питання про найсильнішого шахіста у світі того часу. Останній матч у Парижі Морфі зіграв з О. Монгредієном (+7, −0, =1). Перед поверненням до США Морфі провів у Англії кілька сеансів наосліп проти шахістів Лондонського (+2, −0, =8) та Сент-Джорджського (+5, −0, =3) клубів; а також сеанс у Сент-Джеймскому клубі проти майстрів (Барнс, Боден, Берд, Левенталь, Рів'єр) (+2, −2, =1)

### Відхід від шахів
Після повернення до США Морфі заявив про свою готовність дати вперед пішака та хід будь-якому шахісту світу та відмовився від серйозних виступів: виклики Паульсена (1859 та 1860) та Іґнаца фон Коліша (1861 та 1863) він відхилив, обмежуючись легкими партіями та грою на фору. Відвідавши Париж у 1863 році, Морфі зіграв низку легких партій з Монгредієном та Рів'єром (проаналізував з ним також низку позицій для спільно задуманого дебютного керівництва). З середини 1860-х рр. до кінця життя Морфі страждав від тяжкого психічного захворювання.

## Особливості шахового стилю Морфі
Сучасники пояснювали феноменальні успіхи Морфі його виключною комбінаційною обдарованістю. Але партії матчу Морфі — Андерсен свідчать про те, що перевага Морфі проявлялася головним чином у стратегії. У комбінаційній грі Андерсен не поступався Морфі. Першочерговою задачею Морфі вважав мобілізацію сил та досягнення переваги в розвитку. Щоб уникнути втрати темпу або створити труднощі для розвитку сил суперника, Морфі застосовував жертви. Морфі чітко використовував малопомітні втрати темпів, яких припускалися його суперники при розмінах. Граючи білими, він уже в дебюті створював передумови для атаки, а чорними — намагався перехопити ініціативу. Важливого значення Морфі надавав пішаковому центру. Володіючи перевагою у розвитку та просторі, він застосовував пішаковий прорив, зазвичай пов'язаний з жертвою 1-2 пішаків. Жертви Морфі, що ґрунтуються на загальних судженнях мали виразний позиційний характер. В результаті прориву його фігури, згруповані на вертикалях та діагоналях, що відкрилися, набували більшої сили: на напрямку головного удару у Морфі з'являлася значна перевага. Багато партій Морфі завершилися прямою атакою позиції короля суперника та комбінаційним ударом. Але атака не була для Морфі самоціллю: якщо було вигідно, він спрощував позицію, розмінював ферзів, віддаючи позиційну перевагу у ендшпілі незрозумілим ускладненням у міттельшпілі. При реалізації переваги в ендшпілі Морфі демонстрував високу технічну майстерність.